# Lingulonodosaria
Lingulonodosaria es un género de foraminífero bentónico de la subfamilia Ichthyolariinae, de la familia Ichthyolariidae, de la superfamilia Robuloidoidea, del suborden Lagenina y del orden Lagenida. Su especie tipo es Lingulonodosaria nodosaria. Su rango cronoestratigráfico abarca desde el Lopingiense (Pérmico superior) hasta el Albiense (Cretácico inferior).

## Discusión
Clasificaciones más modernas incluyen Lingulonodosaria en la Familia Nodosariidae.

## Clasificación
Lingulonodosaria incluye a las siguientes especies:
- Lingulonodosaria divina †
- Lingulonodosaria fimbriata †
- Lingulonodosaria jurkieviczi †
- Lingulonodosaria nobilissima †
- Lingulonodosaria nodosaria †
- Lingulonodosaria quasiconcinna †

Otra especie considerada en Lingulonodosaria es:
- Lingulonodosaria bradii †, aceptado como Pseudolingulina bradii †